# Piper PA-47 PiperJet
Piper PA-47 PiperJet je enomotorni zelo lahke reaktivec (VLJ), ki ga je razvilo podjetje Piper Aircraft. Potem so ga novi lastniki Piperja preimenovali v PiperJet Altaire in ga pozneje leta 2011 preklicali.
PiperJet so oznanili oktobra 2006, kot konkurenta dvomotornim Eclipse 500 in Cessna Citation Mustang. PiperJet ima enak presek trupa kot propelerski Piper PA-46, trup je sicer daljši za približno 1,1 metra.Imel bi kapaciteto 7 potnikov in potovalno hitrost 667 km/h na višini 10700 metrov. Največji dolet s polnim gorivom in uporabno težo 370 kg bi bil 2400 kilometrov. Letalo bi poganjal majhen turboventilatorski motor FJ44-3AP..
Posebnost je namestitev motorja nad centrom težnosti, ko bi pilot dodal moč, bi se nos nagnil navzdol. Zato si Piperjevi inženirji uporabili trim sistem, ki bi avtomatsko premikal horizontalni stabilizator s spreminjanjem moči motorja. Ta sistem je pozneje nasledil usmerjevalnik potiska, ki ga je razvil Williams International. Ta način je lažji po teži in lažji za izdelavo
Motor ima direkten vstopnik, podobno kot na letalu McDonnell Douglas DC-10 
Cena za letalo naj bi bila $2,19 milijona, Piper je objavil, da je dobil 180 prednaročil. 

### Altaire
Altaire je baziran na prototipu PA-47 PiperJet, ima malce večji trup in ima klasično krmilo (v obliki obrnjene podkve), originalni PiperJet je imel kontrolno palico (joystick).

## Tehnične specifikacije (originalni PA-47 PiperJet)
Podatki iz Piper Aircraft
Splošne značilnosti
- Posadka: 1 ali 2
- Število sedežev: 6-7 potnikov
- Dolžina: 35 ft 8 in (10,87 m)
- Razpon kril: 44 ft 3 in (13,49 m)
- Višina: 15 ft 8 in (4,78 m)
- Tovor s polnim gorivom okrog 800 lbs (363 kg) +/-5%
- Pogon letala: 1 × Williams FJ44-3AP turbofan, 2.820 lbf (12,5 kN) potisk motorjev

Zmogljivost
- Potovalna hitrost: 360 kn (414 mph; 667 km/h)
- Doseg: 1.300 nmi (1.496 mi; 2.408 km)
- Višina leta (servisna): 35.000 ft (11.000 m)

Letalska elektronika

- Garmin stekleni kokpit